# Дејв Филони
Дејвид Филони (енгл. David Filoni; Маунт Лебанон, 7. јун 1974) је амерички филмски и телевизијски редитељ, гласовни глумац, телевизијски писац, телевизијски продуцент и аниматор. Радио је на телевизијским серијама Аватар: Последњи владар ветрова и Мандалоријанац и на биоскопском филму и телевизијској серији Ратови звезда: Ратови клонова. Такође је радио као творац и извршни продуцент телевизијске серије Ратови звезда: Побуњеници током све четири сезоне и служио је као надзорни редитељ све осим треће сезоне, у којој је Џастин Риџ служио као надзорни редитељ док је Филони прихватио унапређење да надгледа све пројкте студија Lucasfilm Animation. Филони је такође заслужан за једног од писаца и извршних продуцената веб серије Ратови звезда: Силе судбине и као творац анимиране серије Ратови звезда: Отпор.